# Sofia Wylie
Sofia Wylie (Scottsdale, 7 de janeiro de 2004) é uma atriz e dançarina norte-americana mais conhecida por seus papéis como Buffy Driscoll na série do Disney Channel Andi Mack e Gina Porter na série do Disney+ High School Musical: The Musical: The Series.

## Vida pessoal
Wylie nasceu em Scottsdale, Arizona e cresceu em Tramonto, filha dos pais Chris e Amy. Ela tem uma irmã mais velha, Isabella "Bella", que apareceu em um episódio de Chopped Junior e venceu. Wylie dança desde os 5 anos de idade [3] e treinou atuação no Second City Training Center em Hollywood, Califórnia. Ela é um quarto coreana por parte de pai.

## Carreira
Wylie começou sua carreira na dança, fazendo aparições nos programas de televisão So You Think You Can Dance em 2011 e 2016 e America's Got Talent em 2015. Ela se apresentou na Purpose World Tour de Justin Bieber. Em 2017, ela começou a série de dança 4K baseada na Internet com dançarinos de Utah enquanto filmava Andi Mack. Em 2019, ela começou o Dancing with Sofia Wylie, uma série educacional de dança no IGTV.
Em 2016, foi anunciado que Wylie estrelaria seu primeiro papel importante como Buffy Driscoll, uma personagem principal e uma das melhores amigas de Andi na série do Disney Channel Andi Mack. Wylie fez sua estréia no cinema como Cory Bailey no filme australiano de 2019, Back of the Net, que teve um lançamento teatral na Austrália e foi ao ar no Disney Channel nos Estados Unidos. Wylie estreou seu primeiro single, "Side by Side", para Marvel Rising: Chasing Ghosts em janeiro de 2019. Ela dublou a personagem Riri Williams no filme de animação para TV Marvel Rising: Heart of Iron, que foi ao ar no Disney XD.  Ela reprisou o papel em Marvel Rising: Battle of the Bands e na terceira temporada de Spider-Man.
Em 15 de fevereiro de 2019, Wylie foi escalada como Gina Porter na série do Disney + High School Musical: The Musical: The Series, que foi lançada em novembro daquele ano. Foi anunciado em agosto que Wylie estrelaria como Mia em Shook, uma série curta da web com estreia no canal do Disney Channel no YouTube em setembro.
Em março de 2019, Wylie lançou uma produtora, AIFOS e deve adaptar o romance de Jenny Torres Sanchez, The Fall of Innocence, como seu primeiro projeto. Em junho de 2019, Wylie assinou com a United Talent Agency.
Foi anunciado em dezembro de 2020 que Wylie iria estrelar ao lado de Sophia Anne Caruso no filme de fantasia da Netflix, A Escola do Bem e do Mal, uma adaptação da série de livros de Soman Chainani.

## Filmografia

### Televisão
| Ano        | Título                                       | Papel                     | Notas                          | Ref    |
| ---------- | -------------------------------------------- | ------------------------- | ------------------------------ | ------ |
| 2011, 2016 | So You Think You Can Dance                   | Ela mesma                 | Dancarina; 2 episódios         |        |
| 2015       | America's Got Talent                         | Ela mesma                 | Dançarina; 1 episódio          |        |
| 2017       | Nicky, Ricky, Dicky & Dawn                   | June                      | 3 episódios                    | [ 1 ]  |
| 2017–2019  | Andi Mack                                    | Buffy Driscoll            | Principal                      | [ 2 ]  |
| 2019       | Marvel Rising: Heart of Iron                 | Ironheart / Riri Williams | Voz; filme televisivo          | [ 13 ] |
| 2019       | Marvel Rising: Battle of the Bands           | Ironheart / Riri Williams | Voz; especial televisivo       |        |
| 2019       | Shook                                        | Amelia "Mia" Brooks       | Principal                      | [ 15 ] |
| 2019–2023  | High School Musical: The Musical: The Series | Gina Porter               | Principal                      | [ 14 ] |
| 2020       | Descendants Remix Dance Party                | Ela mesma                 | Especial televisivo            | [ 21 ] |
| 2020       | Spider-Man: Maximum Venom                    | Ironheart / Riri Williams | Voz; 2 episódios               |        |
| 2023       | My Little Pony: Bridlewoodstock              | Ruby Jubilee              | Voz; especial televisivo       | [ 22 ] |
| 2023       | Generation Gap                               | Ela mesma                 | Episódio: "Jerry Rice Pudding" |        |

### Filmes
| Ano  | Título                   | Papel       | Notas        | Ref    |
| ---- | ------------------------ | ----------- | ------------ | ------ |
| 2019 | Back of the Net          | Cory Bailey | Filme        | [ 10 ] |
| 2022 | A Escola do Bem e do Mal | Agatha      | Pós-produção | [ 23 ] |

## Prêmios e indicações
| Ano  | Cerimônia                | Categoria                                          | Obra                                         | Resultado | Ref.   |
| ---- | ------------------------ | -------------------------------------------------- | -------------------------------------------- | --------- | ------ |
| 2019 | Young Entertainer Awards | Melhor Conjunto Jovem em Série de Televisão        | Andi Mack                                    | Venceu    | [ 24 ] |
| 2019 | Young Entertainer Awards | Melhor Jovem Atriz Principal em Série de Televisão | Andi Mack                                    | Indicada  | [ 24 ] |
| 2021 | Kids' Choice Awards      | Estrela de TV Feminina Favorita                    | High School Musical: The Musical: The Series | Indicada  |        |
| 2022 | Kids' Choice Awards      | Estrela de TV Feminina                             | High School Musical: The Musical: The Series | Indicada  |        |